# بركة الغنم
بركة الغنم هي في الواقع بركتان اثنتان تقعان داخل باب الأسباط في القدس الشّريف قرب كنيسة القدّيسة حنّة (المدرسة الصّلاحيّة) إلى الغرب. وقد وُرِدَ ذكر هاتين البركتين فِي العهدِ الجديد (يوحنّا 5:2-4)  بيث سميتا Bethesda. 

## تاريخ
ينسبُ العهد الجديد إلى بركة بيت حسدا قدرة على شفاء الأمراض. ويذكرُ أن المسيح عليه السّلام أبرأ فيها المُقعد الذي ظلّ ينتظر دوره ثمانية وثلاثين سنة للاغتسالِ بمياهها. وقد اكتشف هذه البركة سنة 1871م وبرزت كثير من معالمها أثر أعمال التّنقيب التي كانت قد بدأت سنة 1856م. ودلت الحفريات على أن البركة كانت تستعمل معبداً لشفاء الأمراض عند الرّومان. وربما بقيّت كذلك إلى أوائل القرن الرابع ميلادي. وكان لها خمسة أروقة لاستقبالِ المرضى. وفي القرن الرّابع أو بعده بقليل أصبحت من الأماكن المسيحيّة المقدّسة وظلّت تستعملُ كبركة في العهد البيزنطي. وكانت تسمّى بركة الغنم- ثمّ سدت واندثرت مع الزمن ولم يعد يعرف مكانها حتى آواخر القرن الماضي. أما اسم بركة الغنم  فربما جاء من استعمال البركة لغسل الغنم قبل بيعها وذبحها كأضحيات، وربما سميّت كذلك أيضاً لقربها مما كان يسمى باب الغنم أو سوق الغنم.